# Kamenar (Oblast Warna)
Kamenar (bulgarisch Каменар) ist ein Dorf im Nordosten von Bulgarien, in der Gemeinde Warna, Oblast Warna. Bis 1934 hieß das Dorf Goljama Franga, benannt nach dem Franga-Plateau, das sich westlich des Gemeindezentrums Warna erstreckt.

## Bevölkerungsentwicklung
Da der Ort nahe von Warna liegt, wuchs seine Bevölkerung ständig an. Heute zählt Kamenar mit fast 3000 Einwohner zu den größeren Dörfer Bulgariens.
| Datum      | Einwohnerzahl |
| ---------- | ------------- |
| 31.12.1934 | 455           |
| 31.12.1946 | 442           |
| 01.12.1956 | 345           |
| 01.12.1965 | 342           |
| 02.12.1975 | 455           |
| 04.12.1985 | 1671          |

## Sonstiges
Der Ort ist seit 2016 Namensgeber für den Kamenar Point, eine Landspitze an der Davis-Küste des Grahamlands in der Antarktis.